# Jörg Heckenbach
Jörg Heckenbach (* 28. November 1974 in Düsseldorf) ist ein ehemaliger deutscher American-Football-Spieler.

## Laufbahn
Heckenbach spielte in der Football-Bundesliga von 1992 bis 1994 bei den Düsseldorf Panthern, mit denen er 1994 deutscher Meister wurde. Von 1995 bis 1998 stand der 1,90 Meter große Wide Receiver in Diensten der Cologne Crocodiles. In seiner Zeit bei den Braunschweig Lions (1999 bis 2003) gewann er 1999 den deutschen Meistertitel sowie im selben Jahr und dann erneut 2003 den Eurobowl. Heckenbach spielte in diesen Jahren nicht nur für Braunschweig in der Bundesliga, sondern auch in der World League of American Football beziehungsweise der NFL Europe: 1997 und 1998 stand er bei Frankfurt Galaxy unter Vertrag, von 1999 bis 2004 dann bei Berlin Thunder. 2001, 2002 und 2004 errang er mit Berlin den Sieg im World Bowl. 2003 stand er im Trainingskader der NFL-Mannschaft Green Bay Packers, Ende Juli 2003 wurde bei ihm ein Nierenversagen festgestellt, nachdem der von der Anreise erschöpfte Heckenbach bei einer Trainingseinheit zusammengebrochen war. Er musste daraufhin eine Woche im Krankenhaus bleiben, vor dem Beginn der NFL-Saison wurde er von Green Bay aus dem Aufgebot gestrichen. Im Sommer 2004 spielte er abermals bei einer Mannschaft aus der NFL vor und erhielt von den Cleveland Browns einen Trainingsvertrag. Der Sprung in den endgültigen Kader gelang ihm aber nicht.
In der Bundesliga verstärkte Heckenbach in der 2005er Saison die Berlin Adler, von 2006 bis 2008 trug er erneut die Farben der Braunschweig Lions und gewann mit diesen dreimal in Folge die deutsche Meisterschaft.
Mit der deutschen Nationalmannschaft wurde er 2000 Zweiter der Europameisterschaft und 2001 Europameister. 2005 holte er mit der Nationalmannschaft Gold bei den World Games in Duisburg, bei der Weltmeisterschaft 2007 erreichte er mit Deutschland den dritten Platz.
2008 wurde Heckenbach mit dem Silbernen Lorbeerblatt ausgezeichnet. Nach dem Ende seiner Spielerlaufbahn wurde 2009 er für die Braunschweig Lions in der Sponsorengewinnung und -betreuung tätig. Bereits während seiner Spielerzeit arbeitete er im kaufmännischen Bereich für ein Braunschweiger Fitnessstudio, später betreute er als Fitnesstrainer Fußballprofi Karim Bellarabi und andere Sportler, darüber hinaus wurde er als Vortragsredner sowie als Berater für Sport, Motivation, Ernährung und Vermarktung tätig.